# Muzeum Dobranocek w Rzeszowie
Muzeum Dobranocek w Rzeszowie mieści się w centrum miasta, w pobliżu rzeszowskiego rynku. Muzeum zostało powołane uchwałą Rady Miasta w dniu 29 stycznia 2008 roku. Prezentowane są w nim eksponaty ze zbiorów Wojciecha Jamy. Kolekcja „Muzeum Dobranocek” została przekazana miastu aktem notarialnym 24 stycznia 2008 roku. Muzeum Dobranocek zostało oficjalnie otwarte 22 marca 2009 roku.
Obok lalek z filmów kukiełkowych, w muzeum można zobaczyć różnego rodzaju przedmioty związane z popularnymi dobranockami. Wśród nich znajdują się zabawki, książki, plakaty, walory filatelistyczne, opakowania po artykułach spożywczych, kosmetykach, często jeszcze z oryginalną zawartością. Ozdobą kolekcji są oryginalne lalki z filmów Przygody Misia Colargola, Miś Uszatek, Plastusiowy pamiętnik, Kolorowy świat Pacyka, Maurycy i Hawranek.

## Galeria

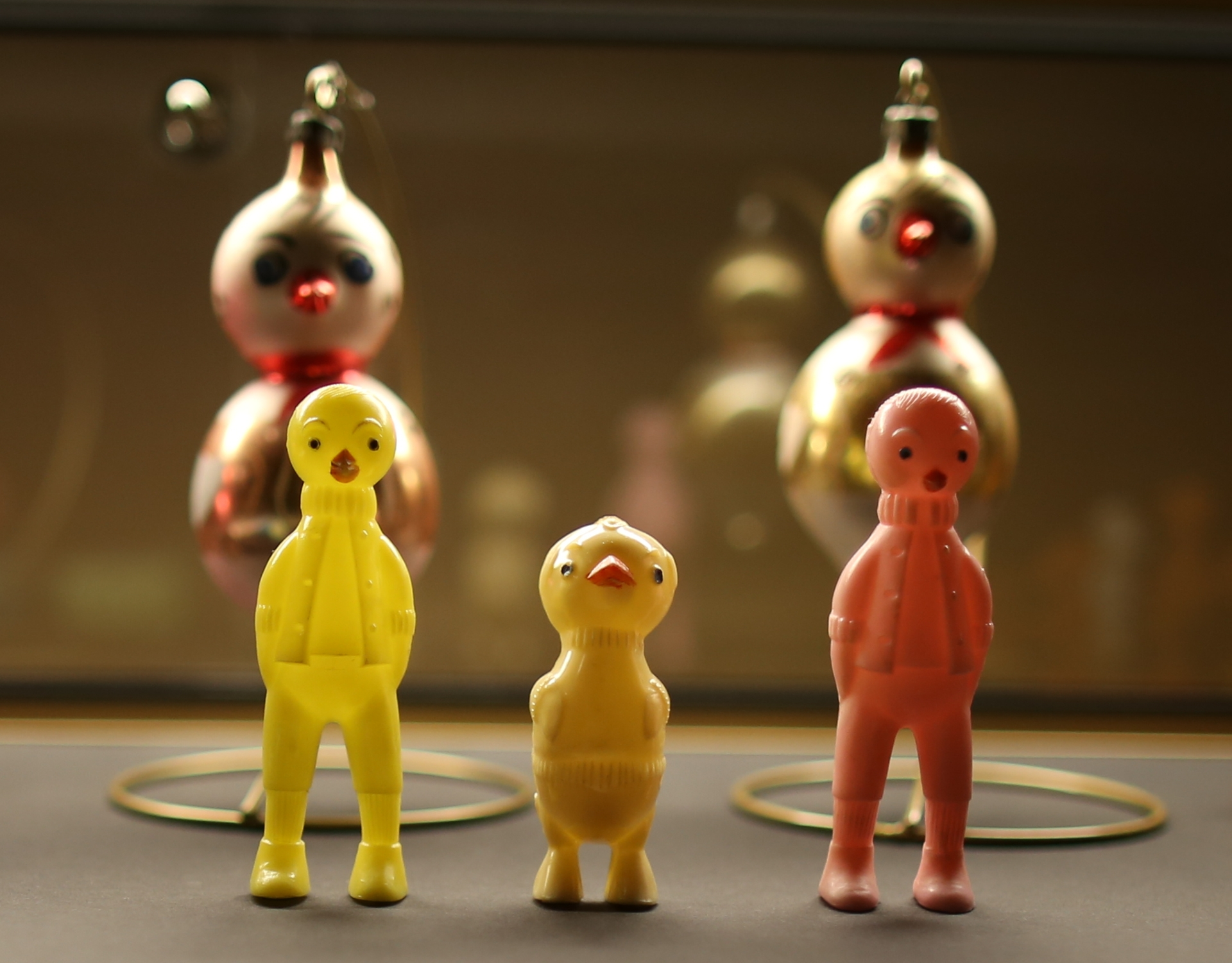
Gąska Balbinka
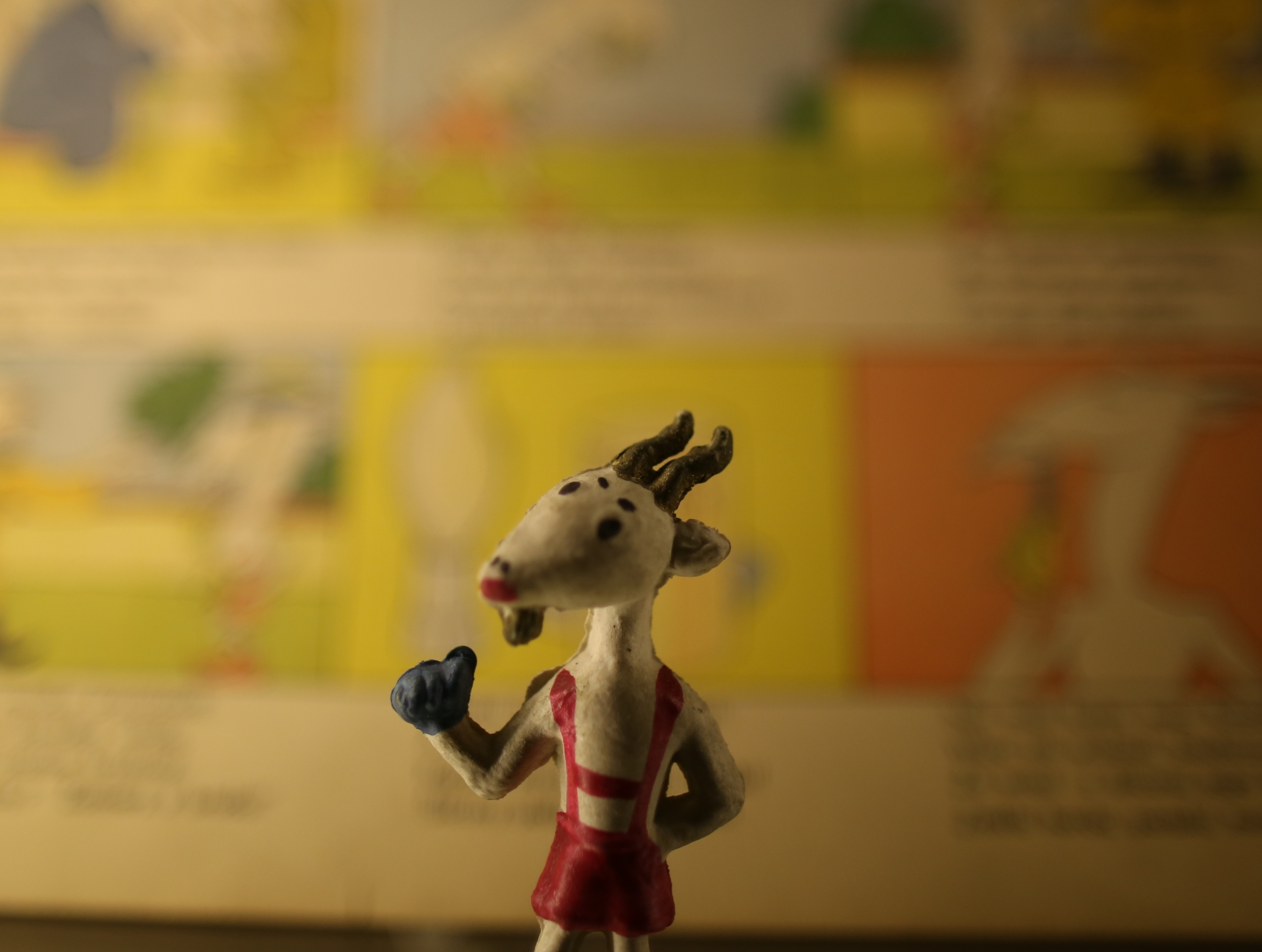
Figurka Koziołka Matołka na tle komiksu
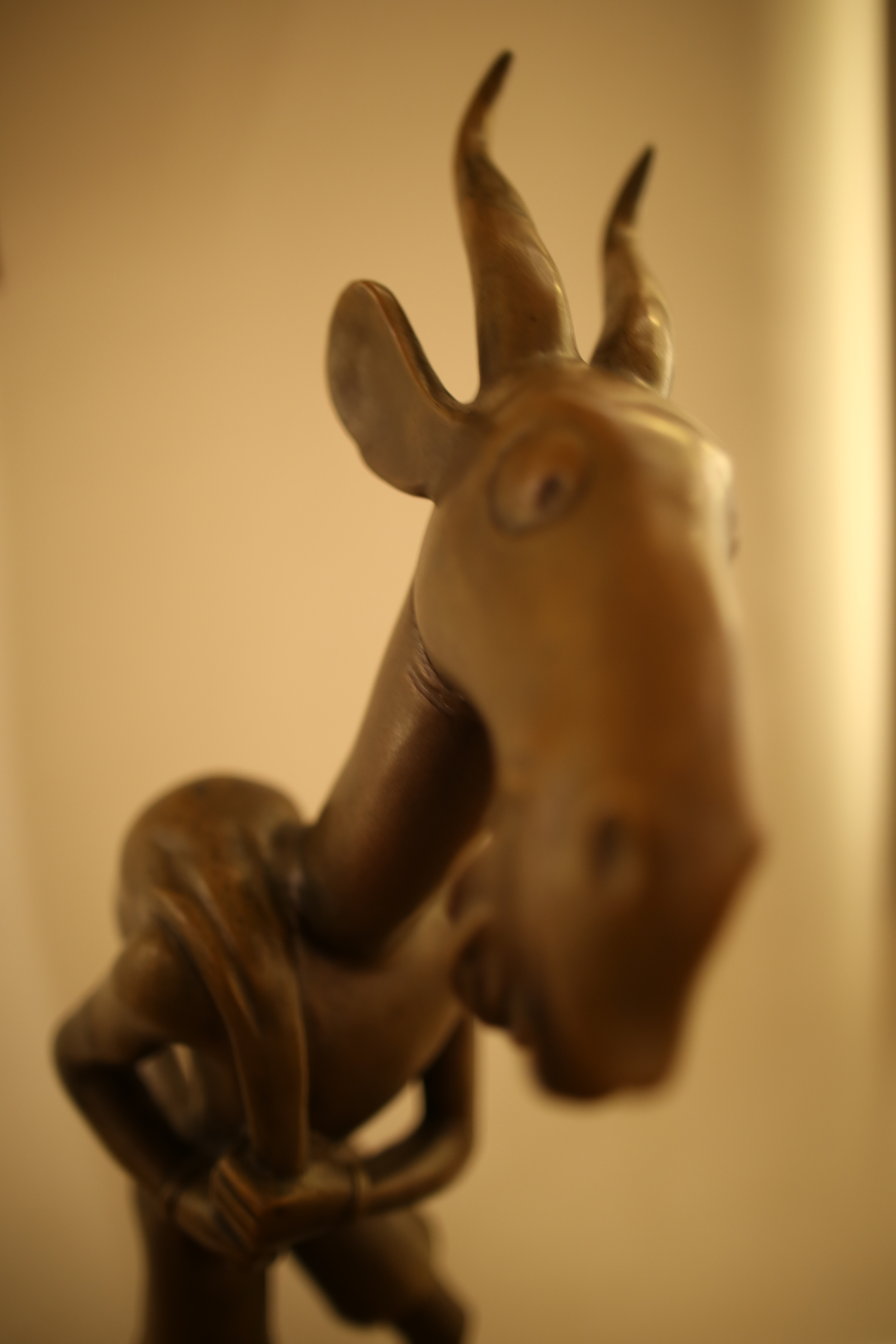
Replika rzeźby znajdującej się przed muzeum Kornela Makuszyńskiego w Zakopanem
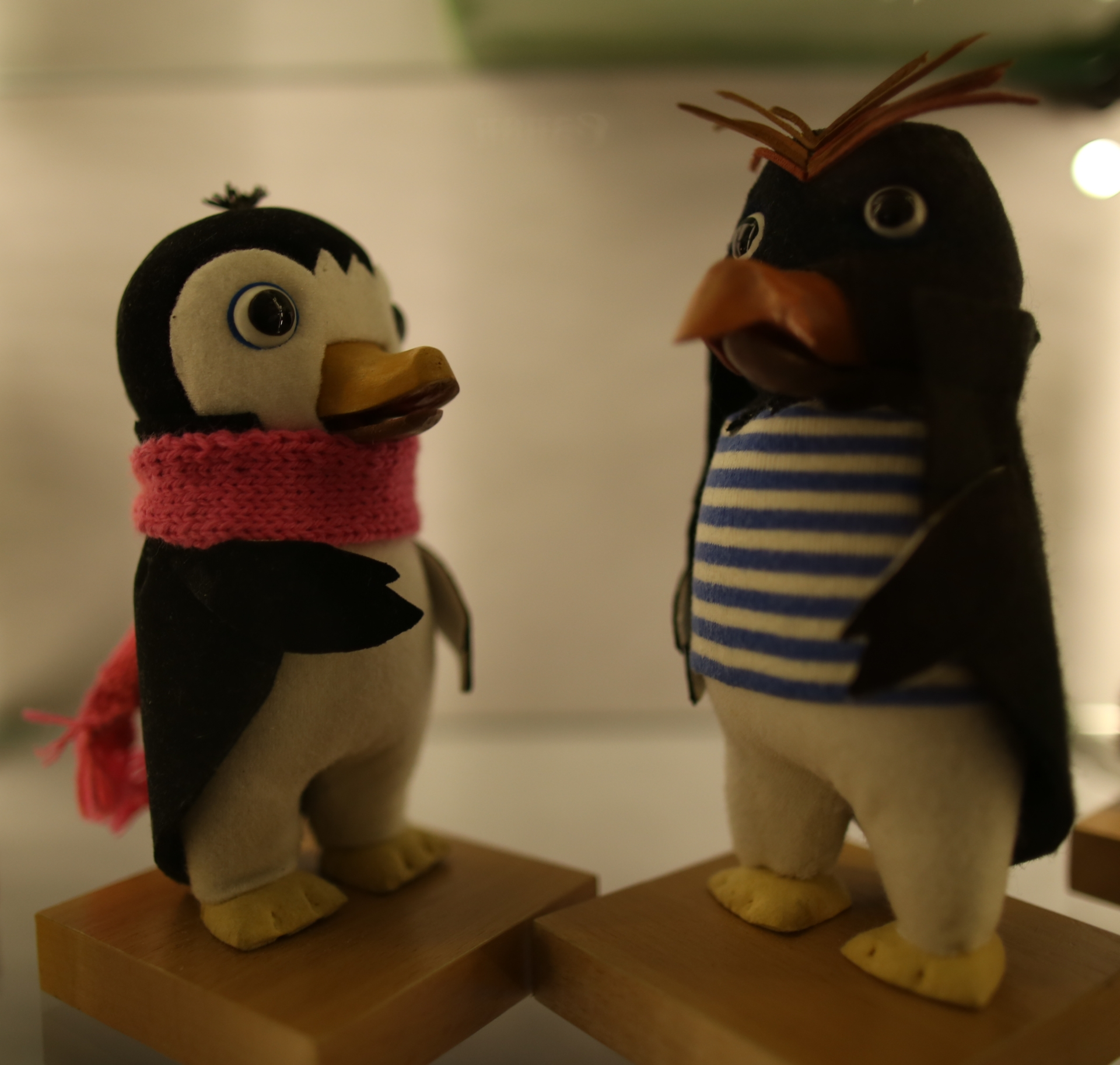
Pik-Pok
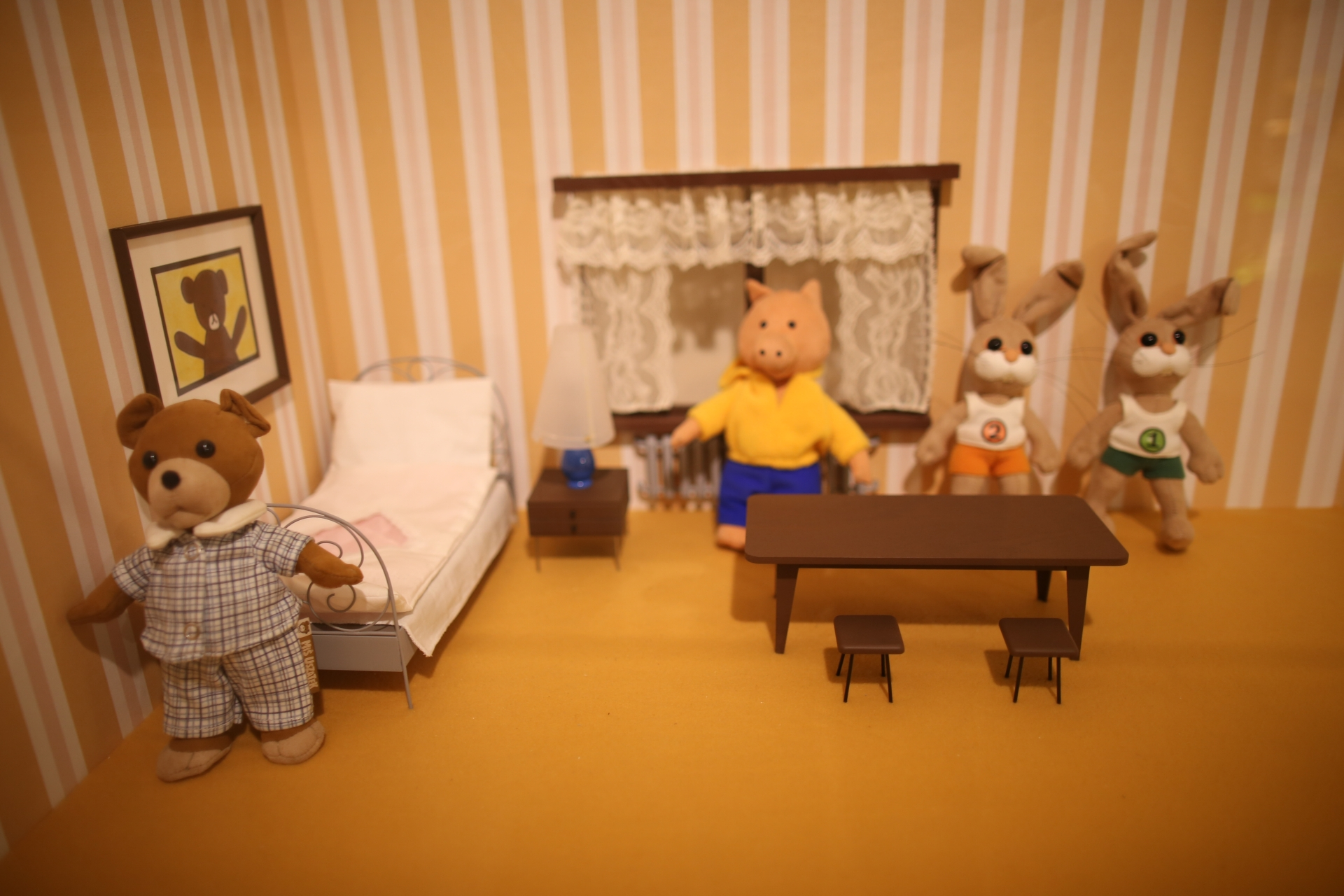
Na planie Misia Uszatka
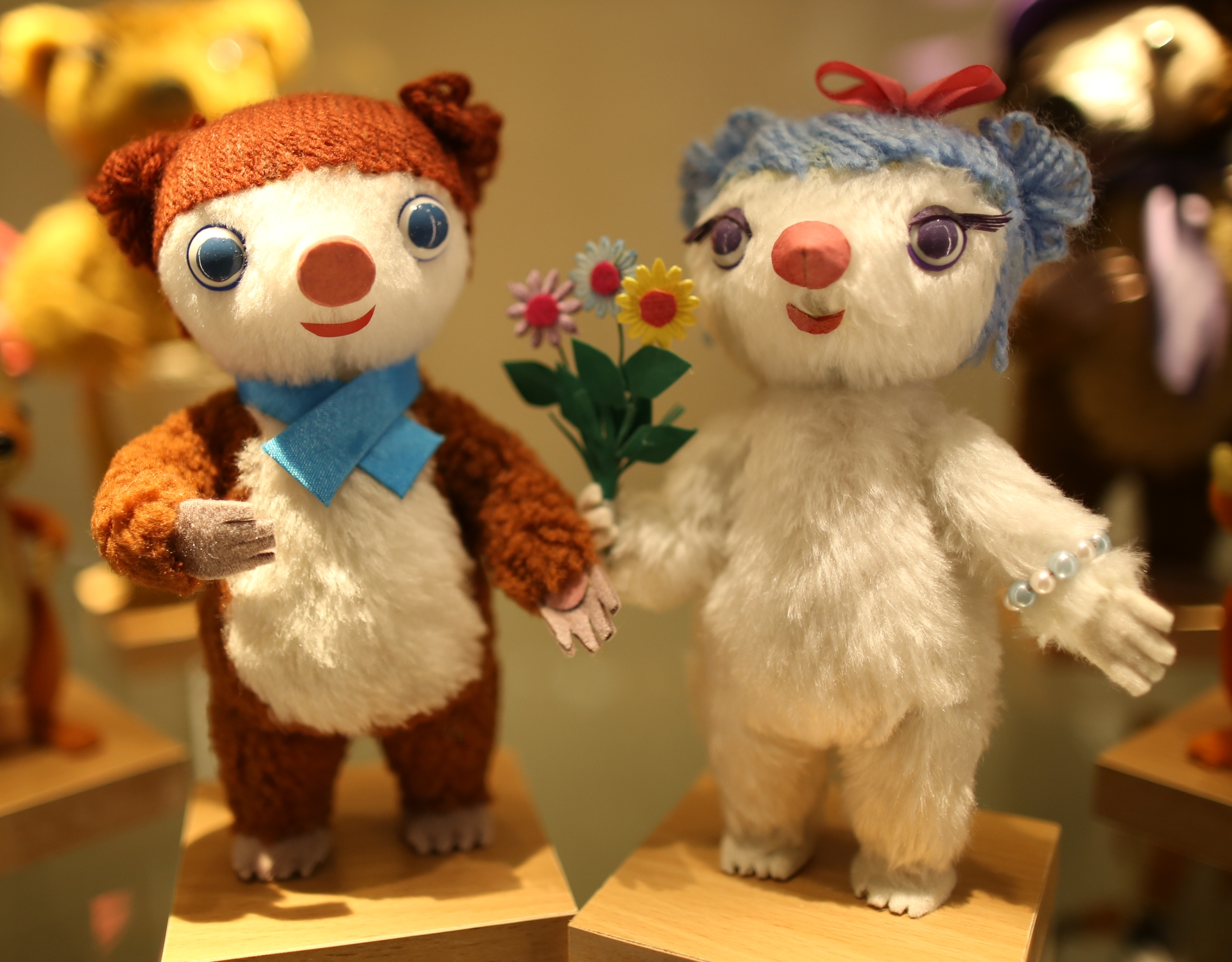
Miś Colargol